# Prozessbenchmarking
Im Prozessbenchmarking oder Prozessvergleich werden die in einer Organisation ablaufenden Geschäftsprozesse sowohl quantitativ (beispielsweise durch Zeitstudien) als auch qualitativ erfasst und mit gleichartigen verglichen. Benchmarks zu ermitteln und zukunftsorientierte Zielvorgaben festzulegen sind die Aufgaben des Prozessbenchmarking.
Dabei gewinnt vor allem das quantitative (metrische) Prozessbenchmarking immer mehr an Bedeutung, da es Leistungsdaten der Prozesse liefert. Danach werden diese anhand von Kennzahlen wie beispielsweise Durchlaufzeit, Produktivität, Qualität und Prozesskosten bewertet. 
Ziel des Prozessbenchmarking ist es durch Analyse und Vergleiche Schwachstellen, Lücken und Verschwendung aufzufinden mit dem Ziel der Verbesserung der einzelnen Abläufe.
In einem Unternehmen sollte es keine Prozesse geben, die nicht direkt oder indirekt für dessen Geschäftstätigkeit und der Erfüllung der Unternehmensziele notwendig sind. Insgesamt soll erreicht werden, dass Kosten gesenkt, Prozesse beschleunigt und/oder die Qualität verbessert wird. Dies trägt zur Erhöhung der Kundenzufriedenheit, der Produktivität und/oder der Verkürzung von Durchlaufzeiten bei.